# کلئوپاترای مقدونی
کلئوپاترای مقدونی یا کلئوپاترای اپیروس(۳۵۷ تا ۳۰۸ پیش از میلاد) ، شاهزاده‌ای اپیروسی-مقدونی بود که به مقام ملکهٔ اپیروس نایل شد. او دختر فیلیپ مقدونی و المپیاس اپیروسی و تنها خواهر تنی اسکندر بزرگ بود. تسالونیکه و سینان خواهران ناتنی‌ و فیلیپ سوم آریدایوس نیز برادر ناتنی‌اش بودند.
او در پلا به شیوهٔ معمول شاهدختان تحت مراقبت مادرش رشد یافت. در سال ۳۳۸ که المپیاس به اپیروس نزد برادرش، الکساندر یکم اپیروس، گریخت و اسکندر به تبعیدی خودخواسته در ایلیریا تن داد، کلئوپاترا نزد پدرش در مقدونیه ماند. دیری نپایید که فیلیپ در پی تحکیم مراوداتش با الکساندر یکم اپیروس، پیشنهاد ازدواج دخترش با او را مطرح کرد. مراسم ازدواج کلئوپاترا و دایی‌اش، الکساندر یکم اپیروس، در سال ۳۳۶ پیش از میلاد با شکوه و جلال سلطنتی در آیگای مقدونیه برگزار شد و در همین مراسم بود که فیلیپ به ضرب چاقوی پاوسانیاس به قتل رسید.
بلافاصله پس از قتل پدر، تازه‌عروس و تازه‌داماد از مقدونیه به اپیروس رفتند و پس از مدتی صاحب دو فرزند به نام‌های نئوپتولموس دوم اپیروس و کادمیا شدند. ترک پلا و رفتن به اپیروس برای کلئوپاترا به منزلهٔ فراموشی و دل کندن از خانواده‌اش نبود؛ او و اسکندر در مدتی که اسکندر به کشورگشایی در شرق مشغول بود رابطهٔ نزدیکی با یکدیگر داشتند و از احوال همدیگر باخبر بودند. در سال ۳۲۲ پیش از میلاد، اسکندر برای خواهر و مادر و دوستان نزدیکش هدایایی از شرق فرستاد.